# Myocron nigriceps
Myocron nigriceps är en stekelart som först beskrevs av Szepligeti 1914.  Myocron nigriceps ingår i släktet Myocron och familjen bracksteklar. Inga underarter finns listade i Catalogue of Life.